# Casluim
Casluim é um personagem biblico do Antigo Testamento que deu origem aos filisteus. É mencionado no livro de Gênesis e em I Crônicas como um dos filhos de Mizraim, sendo, portanto, neto de Cam e bisneto de Noé.
Casluim pode ser também considerado como o fundador de umas das primitivas tribos que deram origem ao Egito, visto que seu pai Mizraim foi o antepassado comum dos Egípcios.